# Otto Elander
Otto Arvid Fredrik Elander, född 13 oktober 1867 i Reslövs församling i Skåne, död 9 februari 1944 i Askim, var en redaktör, boktryckare, företagsledare och kommunpolitiker.
År 1870 flyttade hans föräldrar från Skåne till Majorna i Göteborg, där Elander 1881 kom till Högre latinläroverket och avlade studentexamen där 1885. På hösten samma år började han på Lunds universitet, där han 1885-1886 tog en filosofie kandidatexamen. Därefter reste han 1886 till USA, och läsåret 1887-1888 studerade han vid Augustana College. Han var i USA bland annat verksam som apotekare, lärare vid Augustana College 1887-1890 samt medarbetare och utgivare av ett flertal svensk-amerikanska tidningar 1890-1897; Nya Världen i Minneapolis 1890, grundare av Frihet i Ironowood i Michigan 1891 samt grundare av Svenska Folkets Tidning i Minneapolis 1894. Väl hemma i Sverige 1897 blev han medarbetare i Göteborgs Aftonblad till 1899 och grundade Förlags AB Västra Sverige 1908.  
Under några år på 1890-talet var han huvudredaktör och ansvarig utgivare för Västergötlands Annonsblad och Västergötlands Dagblad i Skara 1899-1901. Elander startade Nyaste Snällposten 1901, ett tryckeri som 1907 ombildades till Elanders Tryckeri AB där han var verkställande direktör och styrelseordförande fram till 1944. 
Åren 1901–1908 var han sekreterare i Fosterländska förbundet i Göteborg, och i Borgerliga valförbundet samt 1907 ombudsman för Allmänna valmansförbundets centralstyrelse i Stockholm. Elander blev invald i Götiska förbundet 1911. Han var ledamot av Göteborgs stadsfullmäktige 1907-1914, samt ledamot eller revisor i kommunala styrelser och enskilda sammanslutningar. 
Elander var starkt engagerad i Riksföreningen för svenskhetens bevarande i utlandet, där han var ledamot av dess överstyrelse, och han tillhörde stiftarna av Vasaorden, Göteborg. Han gjorde omfattande resor i USA, Belgien, Holland, Frankrike, England, Tyskland, Algeriet, Egypten, Mexiko, Kanada, Nya Zeeland, Japan, Kina med flera länder.

## Eftermäle
Föreningen "Gamla majpojkar" skriver om Otto Elander i några minnesord (1946);

"Vad Otto Elander varit och vad han verkat för vårt förbund behöver säkerligen icke ordas om i detta sammanhang. Det är en känd sak. Som en av initiativtagarna till bildandet av förbundet och som en av dess mest hängivna medlemmar, som hedersmajpojk och förbundsordförande skall han leva i minnet. Mot dem, som vunnit hans förtroende, var han en tillgiven vän. För honom var det inte fråga om hög eller låg samhällsställning. Endast redbarhet och ärlighet i uppsåtet var det, som han fäste sig vid. En sådan inställning är det bästa beviset för det goda hjärtelaget. Kanske är det också det bästa, som kan tjäna till eftermäle vid en människas bortgång ur tiden. En hjärtegod människa, en verksam samhällsmedlem, en trofast vän har med Otto Elander gått in i minnenas värld."

## Familj
Föräldrar var folkskolläraren Per (Jönsson) Elander, född 1831 i Reslöv och Elna (född Nilsdotter 1831 i Bosarp). Gift 14 februari 1891 i Minneapolis med Anna Matilda, född Fredriksson Qvist (1872-1957) i Värsås socken, Skaraborgs län.